# Cửa khẩu Nà Cài
Cửa khẩu Nà Cài là cửa khẩu tại vùng đất bản Nà Cài xã Chiềng On huyện Yên Châu tỉnh Sơn La, Việt Nam .
Cửa khẩu Nà Cài thông thương với cửa khẩu Sop Dung (Sốp Đung) 20°56′55″B 104°08′15″Đ / 20,948595°B 104,137512°Đ ở Ban Sop Dung huyện Xiengkhor tỉnh Houaphan (Hủa Phăn), CHDCND Lào .
Cửa khẩu Nà Cài là điểm cuối của đường tỉnh 104. Tại cửa khẩu này có mốc biên giới 222 được hoàn thành tháng 7/2015 .

## Hoạt động
Cửa khẩu Nà Cài được quy hoạch trong Quyết định 09/2007/QĐ-UBND ngày 19/03/2007 của tỉnh Sơn La về Đề án phát triển thương mại cửa khẩu và buôn bán qua biên giới giữa tỉnh Sơn La với các tỉnh Bắc Lào giai đoạn 2006 - 2015 . Đến ngày 15/5/2012 cửa khẩu chính thức khai trương hoạt động .